# Valentin Mandelc
Valentin Mandelc, slovenski pesnik, pisatelj in prevajalec, * 16. februar 1837, Kranj, † 12. maj 1872, Karlovec.

## Življenjepis
Rodil se je očetu sedlarju Ivanu in materi Mariji (rojena Pogačnik).
Mandelc je obiskoval gimnazijo v Ljubljani, kjer je leta 1855 skupaj s sošolci vajevci maturiral. Že kot dijak je zbolel za tuberkolozo. Na Dunaju je od leta 1855 do 1859 študiral klasično filologijo in slovenščino. Po končanem študiju se je zaposlil kot gimnazijski profesor. Služboval je na gimnaziji v Varaždinu (od 1859 do 1863) in Karlovcu (od 1864 do smrti).

## Literarno delo
V rokopisnih Vajah je poleg pesmi in dveh črtic: Iz življenja študenta in Iz življenja učenca objavil tudi daljšo romantično novelo Tihotapec (1855), ki govori o tragični ljubezni med graščakovo hčerjo in sinom grajskega vrtnarja. V Slovenskem glasniku pa je objavil noveli Jela (1858) in Ceptec (1859). Prva, ki ima zgodovinsko ozadje, je v slovenskem pripovedništvu primer poznoromantične pripovedi iz protestantskih časov o ljubezni med bratom in nepoznano sestro, v drugi pa je uporabljena kmečka snov z motivom vraževerne županove hčerke, ki verjame, da ceptèc (lepi čeveljc, lat. Cypripedium calceolus) odstrani vse ovire pri možitvi, a doživlja bridkost za bridkostjo, nazadnje pa le dobi svojega ljubega.
Mandelc je prevedel 1. del Goethejevega Fausta, a zanj ni našel založnika. Prevajal pa je tudi druga gledališka dela večinoma iz francoščine, za njegovega življenja so izšle v zbirki Slovenska Talija 3 igre, posmrtno pa še 8.